# Pedaliodes phanoclea
Pedaliodes phanoclea är en fjärilsart som beskrevs av William Chapman Hewitson 1877. Pedaliodes phanoclea ingår i släktet Pedaliodes och familjen praktfjärilar. Inga underarter finns listade i Catalogue of Life.